# Wリーグオータムカップ
Wリーグ ユナイテッドカップ（ダブルリーグユナイテッドカップ、W LEAGUE UNITED CUP）は、バスケットボール女子日本リーグが主催する女子バスケットボールのカップ戦である。
前身大会は2020年に創設され、2021年より2023年まで行われたWリーグオータムカップ（W LEAGUE AUTUMN CUP）で、Wリーグ所属チームに社会人推薦チームを加えてリーグ開幕前の9月上旬に3日間かけて高崎アリーナでノックアウトトーナメント方式で優勝を争っていた。
2024年からは2ディビジョン制復活に伴い、オータムカップに代わる大会としてWリーグ全チーム（新規参入予定含む）による『Wリーグ ユナイテッドカップ』を開催

## オータムカップ

### 2020年（中止）
第1回は2020年に予定していたが、新型コロナウイルス感染拡大防止の観点から開催が困難になったため中止。

### 2021年
実質初開催となった2021年は9月3日から5日まで開催。Wリーグ13チームに2022-23シーズンより新規参入の姫路イーグレッツ、社会人推薦として紀陽銀行、滋賀銀行、山形銀行、TOTOを加えた18チームが出場予定だったが、8月26日にFIBA女子アジアカップへ向けて編成された日本代表が3日のみ参加と鶴屋百貨店の追加、紀陽銀行の出場辞退が発表され、続いて30日にENEOSサンフラワーズ、富士通レッドウェーブ、滋賀銀行の3チームが辞退したため、16チーム参加となり、2ブロックに分かれて行われ、Aブロックはトヨタ自動車アンテロープス、Bブロックはトヨタ紡織サンシャインラビッツがそれぞれ優勝した。

### 2022年
2022年は9月2日から4日まで開催。Wリーグ14チームに社会人推薦として山形銀行、ミツウロコ、三井住友銀行、TOTO、紀陽銀行、滋賀銀行の6チーム、それにU-18日本代表（2日のみ）が出場。3ブロックに分かれて行われ、Aブロックは　シャンソン化粧品シャンソンVマジック、Bブロックは富士通レッドウェーブ、Cブロックはトヨタ紡織サンシャインラビッツがそれぞれ優勝。

## ユナイテッドカップ

### 2024年
ユナイテッドカップとして第1回となる大会。Wリーグ全14チームに翌シーズンより参入予定の三井住友銀行を加えた15チームにより9月開催のグループステージと翌年2月開催のファイナルステージに分かれて開催される。両ステージともノックアウトトーナメントで行われる。
なお、富士通はFIBA女子バスケットボールリーグアジア2024出場のため、ファイナルステージからの参加となった。
グループステージは東西に分かれ、9月14日・15日にヴィクトリーナ・ウインク体育館にてウエストグループ、21・22日に国立代々木競技場第二体育館にてイーストグループがそれぞれ行われ、各グループ上位2チームがファイナルステージに進出した。イーストの東京羽田 vs 新潟の敗者は韓国・WKBLの済州KBスターズとエキシビションゲームを行った。
ファイナルステージは2月7日から9日にかけて横浜武道館で開催。イーストからENEOS、シャンソン化粧品、ウエストからデンソー、トヨタ紡織、それにシードの富士通の5チームで争われ、シャンソン化粧品がユナイテッドカップ初代女王に輝いた。
大会は全試合バスケットLIVEで生配信され、決勝戦のみBS-TBSでも生中継。
詳細はWリーグ ユナイテッドカップ 2024-25にて

### 歴代大会結果
| 回    | 年      | 優勝                                     | 結果    | 準優勝           | MVP      |
| ----- | ------- | ---------------------------------------- | ------- | ---------------- | -------- |
| 第1回 | 2024-25 | シャンソン化粧品シャンソンVマジック（1） | 79 - 63 | デンソーアイリス | 吉田舞衣 |